# Aingdaing
Aingdaing es el nombre de un pueblo y pequeña isla en la localidad de Madaya en el distrito Pyin Oo Lwin parte de la división de Mandalay (ahora conocida como Región de Mandalay), en el centro de Myanmar (Birmania). Se encuentra a las afueras del noroeste de la ciudad de Mandalay y en el río Irawadi.